# 船首飾木雕像
船首飾木雕像，又稱船首守護神，是一尊在臺灣發現的船首像，被推估來自19世紀後期不知名西式帆船船首，目前該雕像保存於國立臺灣博物館並公開展示。

## 沿革
本物件是以船首飾木雕像為主題的雕刻。於20世紀初於淡水郡老梅海岸發現，逾時被稱為「船首飾木雕像」，1910年後，雕像則交由臺中的大里武八郎法官藏。1942年，雕像則移交臺灣總督府博物館典藏。
2000年代初期，船首飾木雕像於艾爾摩莎：大航海時代的臺灣與西班牙特展」（展期2006年月18日至12月17日），中首次公開展示。
2017年，臺灣博物館啟動「新世紀常設展」更新計畫，首度推出的全新常設展「發現之道、臺灣新象、過去的未來」中則展示這尊雕像。

## 基本資料
目前該雕像編號編目號為AH001675，登錄名稱為「淡水附近船首飾」。長147公分、寬56公分、厚45公分。

## 外部連結
- 船首守護神 - 國立臺灣博物館 （页面存档备份，存于）